# لانس لارسن
لانس لارسن (بالإنجليزية: Lance Larsen)‏ هو شاعر أمريكي، ولد في 23 مارس 1961.